# Día Mundial contra el Cáncer
El Día Mundial contra el Cáncer es una jornada conmemorativa que se celebra anualmente el 4 de febrero para concienciar sobre el cáncer y fomentar su prevención, detección y tratamiento.
El Día Mundial contra el Cáncer está dirigido por la Unión Internacional para el Control del Cáncer (UICC) para apoyar los objetivos de la Declaración Mundial contra el Cáncer, redactada en 2008. El objetivo principal del Día Mundial contra el Cáncer es reducir significativamente la enfermedad y muerte causada por el cáncery es una oportunidad para unir a la comunidad internacional para poner fin a la injusticia del sufrimiento evitable del cáncer. El día es observado por las Naciones Unidas.
El Día Mundial contra el Cáncer aborda la desinformación, crea conciencia, y reduce el stigma. En el Día Mundial contra el Cáncer se llevan a cabo múltiples iniciativas para mostrar apoyo a los afectados. También se celebran cientos de actos en todo el mundo.

## Proclamación
El Día Mundial contra el Cáncer se originó el 4 de febrero de 2000, en el marco de la Cumbre Mundial contra el Cáncer para el Nuevo Milenio, llevada a cabo en París.
La Carta de París, firmada en esta cumbre, que fue creada para promover la investigación, prevenir el cáncer, mejorar los servicios a los pacientes, también incluía un artículo que establecía el aniversario de la firma oficial del documento como el Día Mundial contra el Cáncer, fue firmada en la Cumbre por el entonces director general de la UNESCO, Kōichirō Matsuura, y el entonces presidente francés Jacques Chirac en París el 4 de febrero de 2000.
La Carta de París promueve la investigación y prevención del cáncer, mejora la atención a pacientes, incrementa la concienciación y moviliza a la comunidad global en la lucha contra esta enfermedad.
El tema para los años 2025-2027 es «Unidos por Únicos», que «sitúa a las personas en el centro de la atención y sus historias en el centro de la conversación».

## Celebración y Apoyo Internacional
Se celebra anualmente el 4 de febrero, fecha elegida para conmemorar la firma de la Carta de París. La primera celebración tuvo lugar en el año 2000.
La Unión Internacional Contra el Cáncer (UICC), la organización internacional más grande y antigua dedicada a esta causa, lidera la iniciativa del Día Mundial Contra el Cáncer. La UICC, apoyada por la Organización Mundial de la Salud (OMS) y otras organizaciones internacionales, coordina este día. Sirve como un punto de lanzamiento formal para la declaración de nuevos temas y la publicación de nuevos materiales para la Campaña Mundial Contra el Cáncer de la UICC. Esta fecha es crucial para resaltar la necesidad de un mejor apoyo gubernamental en la prevención del cáncer, educación sobre hábitos saludables, promoción de vacunación contra infecciones causantes de cáncer, y acceso a cuidados de calidad para los pacientes. Además, debido a que más del 70% de las muertes por cáncer ocurren en países económicamente menos desarrollados, el Día Mundial Contra el Cáncer y la Campaña Mundial Contra el Cáncer se han convertido en mecanismos importantes para llamar la atención sobre la prevención y tratamiento del cáncer en estos países.

## Temas
- 2008: Me encanta vivir sin humo de tabaco.[15]
- 2009: Prevengamos el cáncer promoviendo hoy una infancia activa.[16]
- 2010: El cáncer también se puede prevenir.[17]
- 2011: La actividad física una clave para la prevención de algunos cánceres.[18][19] (en inglés)
- 2012: Juntos es posible.[20][19]
- 2013: Cáncer - ¿Sabías que...?.[21][22]
- 2014: Disipar mitos.[23][24]
- 2015: A nuestro alcance.[25][26]
- 2016: Nosotros podemos. Yo puedo.[27]
- 2017: Nosotros podemos. Yo puedo.[28]
- 2018: Nosotros podemos. Yo puedo.[29][30]
- 2019: Crea un futuro sin cáncer cervicouterino.[31][32]
- 2020: Yo soy y voy a.[33][34]
- 2021: Yo soy y Voy a.[35][34]
- 2022: Cerrar la brecha de atención[36]
- 2023: Por unos cuidados más justos[37]
- 2024: Por unos cuidados más justos[38][39]
- 2025-2027: Unidos por Únicos.[11]